# Jakob Ahlers
Jakob Ahlers, auch Jacob Ahlers, (* 1876 in Hamburg; † 1950 in Santa Cruz de Tenerife) war ein deutscher Diplomat und Unternehmer.

## Leben
Jakob Ahlers stammte aus Hamburg und besaß auf Teneriffa seit 1906 eine Compañía Consignataria de Buques in Santa Cruz am Hafen. Er wurde Konsul des Deutschen Reiches in Santa Cruz de Tenerife, wo er auch zahlreiche deutsche Handelsfirmen und Banken vertrat. Er gilt als einer der Förderer des Tourismus auf Teneriffa und schrieb einen Reiseführer für die Kanarischen Inseln.
Ab 1919 ließ er in seinem Gartenhaus regelmäßig deutschen Schulunterricht geben. Später entstand die Deutsche Schule Santa Cruz de Tenerife.